# 蒙德朗克吕
蒙德朗克吕（法語：Mont-de-l'Enclus，法語發音：[mɔ̃ də lɑ̃kly] ⓘ，荷蘭語發音：[ˈklœy̯zˌbɛrx]）是比利时瓦隆大区埃諾省图尔奈-穆斯克龙区的一个市镇，位于埃诺、西佛兰德、东佛兰德三省交界处，通行法语，是比利时法语社群的一部分，面积27.16平方千米，人口3,720人（2018年1月1日）。